# Gare d'Anderny
La gare d'Anderny est une ancienne halte ferroviaire française de la ligne de Baroncourt à Audun-le-Roman située sur le territoire de la commune d'Anderny dans le département de Meurthe-et-Moselle, en région Grand Est.

## Situation ferroviaire
Établie à 326 m d'altitude,, la gare d'Anderny était située au point kilométrique (PK) 17,1 de la Baroncourt à Audun-le-Roman entre la gare de Landres (fermée) et la gare d'Audun-le-Roman (en service).

## Histoire
La section de Piennes à Audun-le-Roman est mise en service le 1er décembre 1907 par la Compagnie des chemins de fer de l'Est. La SNCF cesse de desservir la ligne par des trains de voyageurs le 15 mai 1939 et met fin aux dessertes marchandises en 1991.

## Patrimoine ferroviaire
Le bâtiment voyageurs a été démoli à une date inconnue, ne laissant aucun vestige. Cette halte constituée d'une maison de garde-barrière type 1903 à laquelle était accolée une aile basse,. Le même bâtiment se retrouve notamment à Mance (habité) et Serrouville (à l'état de ruine). Les gares de Sancy, Tucquegnieux et Bouligny étaient semblables à l'origine mais ont très rapidement été dotées d'une grande aile de trois travées pour agrandir la salle d'attente.